# Rue de Savoie (Paris)
Pour les articles homonymes, voir Rue de Savoie.
La rue de Savoie est une voie située dans le quartier de la Monnaie dans le 6e arrondissement de Paris.

## Situation et accès
La rue de Savoie est desservie par les lignes 4 et 10 à la station Odéon et par la ligne 4 à la station Saint-Michel.

## Origine du nom
Cette voie occupe l'emplacement de l'ancien hôtel des ducs de Savoie (ou de Nemours) construit en place de l'hôtel d'Hercule.

## Historique
Cette voie de Paris a été ouverte en 1672 et alignée par une ordonnance du 11 août 1844.

## Bâtiments remarquables et lieux de mémoire
- No 2 : siège de l'association humanitaire Frères des Hommes.
- No 4 : cet immeuble fut l'une des adresses de Jacques Nicolas Billaud-Varenne, membre du Comité de salut public. Blaise Cendrars et son épouse Féla y demeurèrent[réf. nécessaire].
- No 5 : l'homme politique Louis-Antoine Garnier-Pagès, (1803-1878), demeura en cette maison[réf. nécessaire].
- No 6 : l'artiste et muse de Picasso Dora Maar (1907-1997) y vécut isolée dans son appartement du deuxième étage. Picasso résidait non loin, rue des Grands-Augustins[2].
- No 13 : Sophie Germain, (1776-1831), habita cette adresse[3].
- No 13 : Charles Canivet, (1839-1911), journaliste, poète, romancier et conteur français, y est mort le 29 novembre 1911.
- No 16 : le latiniste Louis-Marie Quicherat y est mort le 17 novembre 1884.
- No 20 : siège du Syndicat des typographes et travailleurs du livre où Lénine, en 1914, participa à une commémoration de la Révolution de 1905[réf. nécessaire].

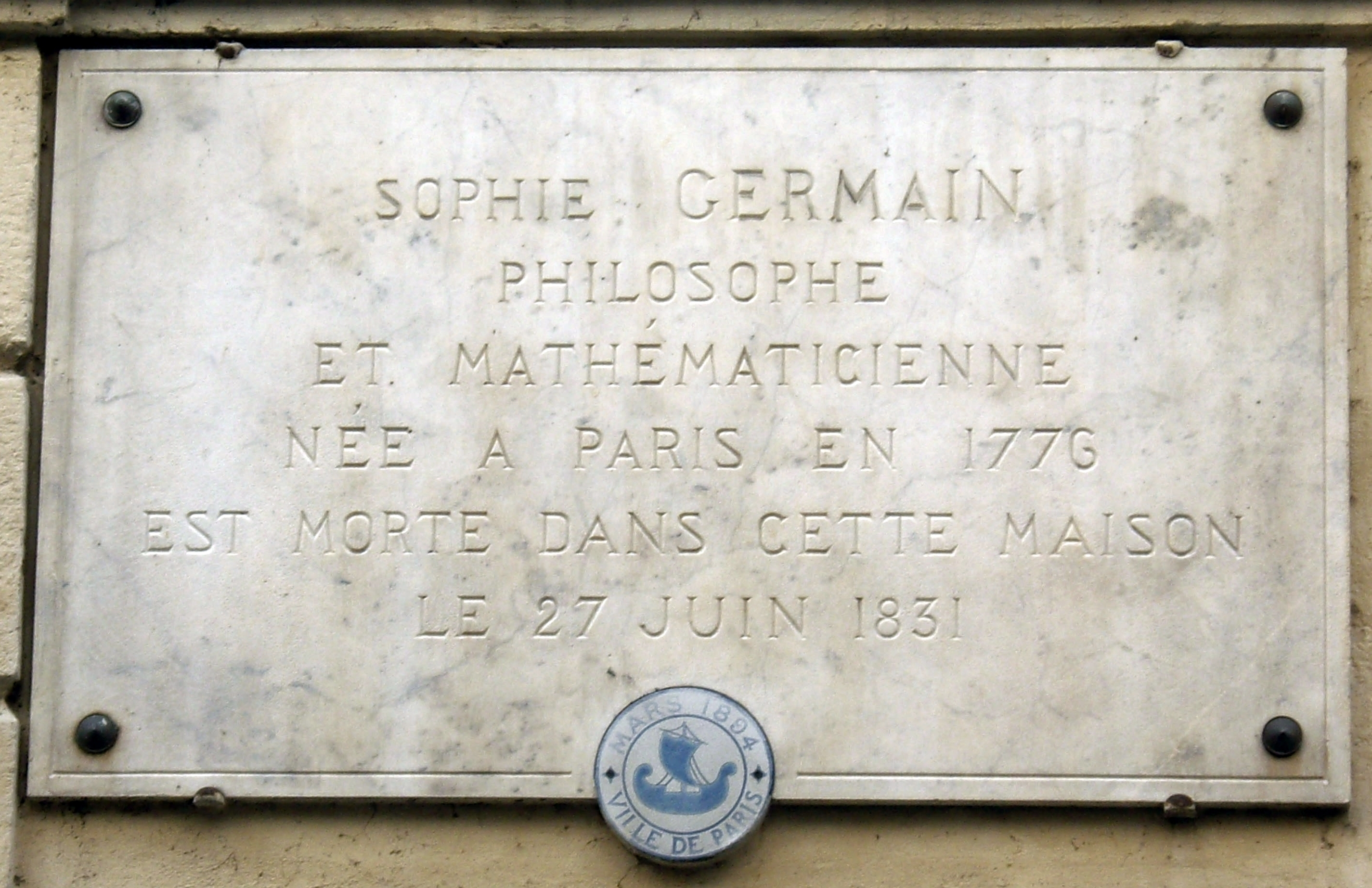
La plaque à la mémoire de Sophie Germain.
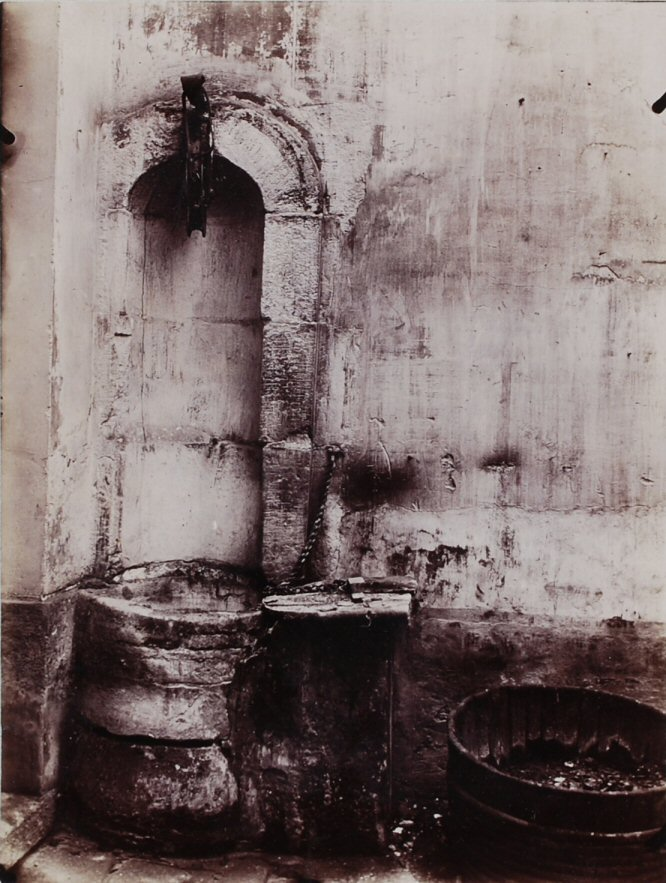
Le vieux puits photographié en 1899.
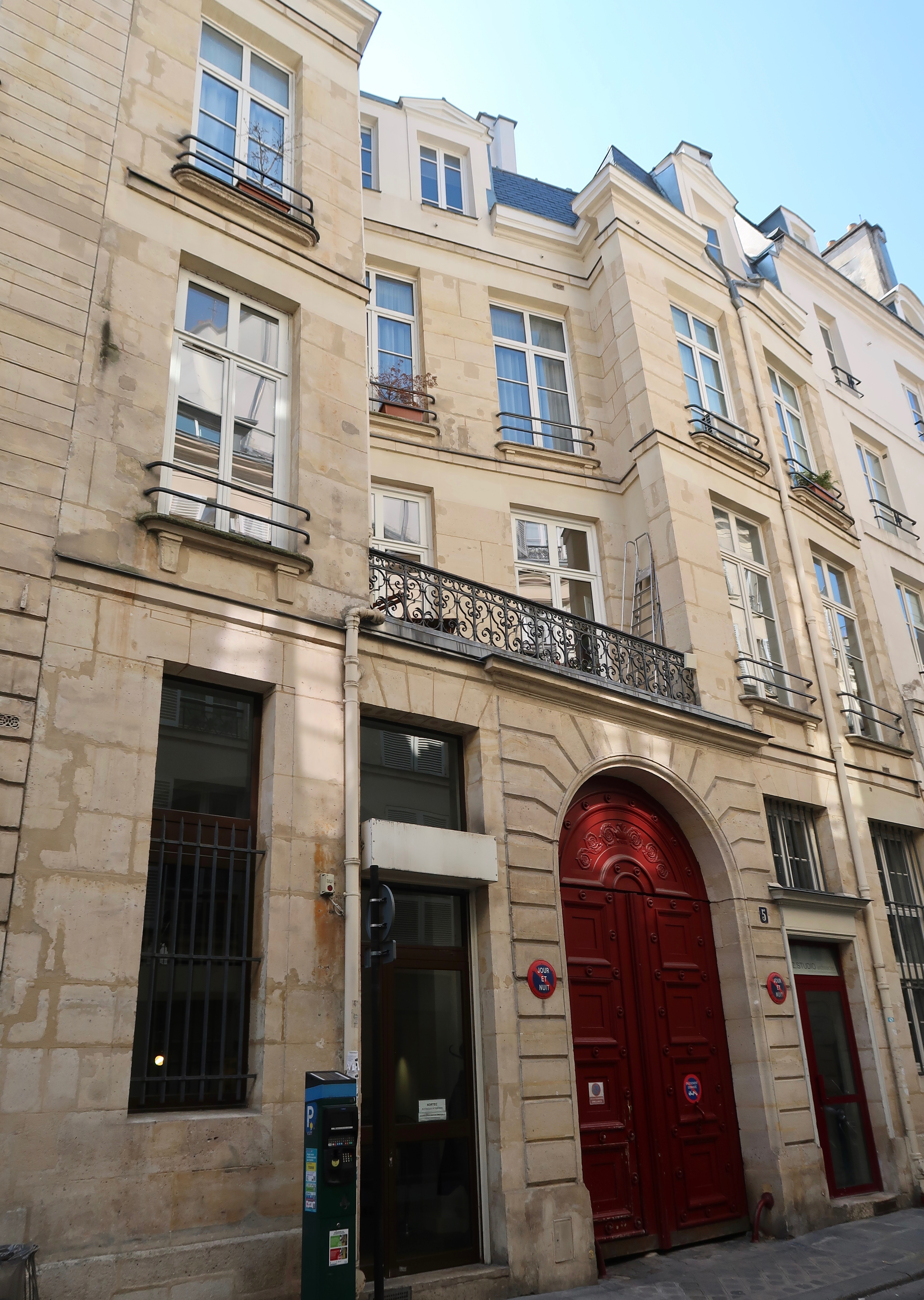
No 5.